# Lygothericles angolensis
Lygothericles angolensis är en insektsart som beskrevs av Marius Descamps 1977. Lygothericles angolensis ingår i släktet Lygothericles och familjen Thericleidae. Inga underarter finns listade i Catalogue of Life.